# Lotação Esgotada
Lotação Esgotada foi um programa de televisão português, uma sessão de filmes exibida pela RTP1 semanalmente à noite. Esta foi uma das sessões mais famosas de televisão de sempre, onde se estrearam na RTP1 os mais célebres filmes da história da 7ª Arte.

## História da Rubrica
A RTP1, já desde o início da Revolução dos Cravos, exibia filmes às quartas-feiras na rubrica "Noite de Cinema", mas em 15 de Outubro de 1986, nasceu uma nova ideia da RTP: iniciar a estreia absoluta de filmes estrangeiros e portugueses que nunca foram emitidos na televisão portuguesa até àquela data.
A rubrica em que se efectuaria a estreia dos filmes em questão passaria a chamar-se de "Lotação Esgotada", segundo rezava essa ideia. A ideia foi imediatamente posta em prática, e na noite de quarta-feira, dia 15 de Outubro de 1986, a RTP1 estreou às 21 e 10, a seguir ao 157º episódio da telenovela brasileira "Corpo a Corpo", o filme «A Filha de Ryan» com Sarah Miles.
O sucesso foi total, e nessa noite todo o país parou. Nas seguintes sessões, continuou a surtir-se o mesmo efeito, e de tal maneira, que a partir daí, a RTP1 passou a exibir nesta sessão todos os filmes mais bem sucedidos da 7ª Arte, sempre às quartas-feira, em horário nobre, por norma às 21 e 10 ou às 21 e 25 da noite.
Não havia distinção em relação aos filmes que eram exibidos. Independentemente do género, nacionalidade ou qualidade do filme, todos os maiores sucessos do cinema iam para o ar às quartas-feiras na "Lotação Esgotada", no horário nobre da RTP. Até 1996, a "Lotação Esgotada" era o evento mais aguardado  de exibição de cinema na televisão, e esperava-se com muita expectativa qual era o filme que iria ser exibido na semana a seguir.
Em certos casos, a «TV Guia» publicava capas de VHS de propósito para sugerir a quem tivesse um gravador de VHS, que gravasse o filme que iria ser exibido na "Lotação Esgotada". Grandes obras foram para o ar através da "Lotação Esgotada", como foi o caso de filmes de Alfred Hitchcock, John Wayne, James Stewart, Marlon Brando, Marilyn Monroe, da saga James Bond, Woody Allen, etc.
Os filmes que mais se destacaram na respectiva rubrica, cujo sucesso foi esmagador, foram os filmes "Serenata à Chuva" com Gene Kelly, "Superman II: A Aventura Continua" de Richard Lester, com Christopher Reeve, "Os Pássaros" de Alfred Hitchcock, "O Assalto ao Carro Blindado" com John Wayne e Kirk Douglas, "A Torre do Inferno" com Charlton Heston e William Holden, "A Ponte do Rio Kwai" de David Lean, com William Holden, Jack Hawkins e Alec Guinness, "Agente Secreto 007" com Sean Connery, "A Janela Indiscreta" de Alfred Hitchcock, "O Regresso de Jedi" da série "Star Wars" e "O Padrinho" de Francis Ford Copolla.
Chegou a haver casos em que a "Lotação Esgotada" provocou grandes polémicas, como se sucedeu em 1994, quando a RTP adquiriu os direitos de autor de dois filmes da saga James Bond, os filmes "007 - Os Diamantes São Eternos" e "007 - Vive e Deixa Morrer". Quando aconteceu a exibição do primeiro, muitos telespectadores conservadores consideraram que o filme era demasiado violento para ser exibido na rubrica em questão. O mesmo aconteceu com o filme "Instinto Fatal" em 1995, sendo enviadas queixas à Alta Autoridade para a Comunicação Social. Mesmo assim, a mesma entidade não deu provimento às queixas e caiu tudo em águas de bacalhau.
Já em 1994, a "Lotação Esgotada" começou a ser transmitida em horários mais tardios e começou a reexibir filmes que já tinham sido estreados anteriormente na "Lotação Esgotada", e a exibir filmes com conteúdos mais violentos e eróticos, devido ao horário ser mais confortável para esse tipo de filmes, chegando a exibir às vezes a mesma rubrica na terça-feira ou na sexta-feira, e sem regularidade fixa.
Foi a partir de 1996, com a chegada dos privados e a mudança das grelhas de programação, que a "Lotação Esgotada" começou a perder audiência e prestígio ao longo dos anos, mas mantendo-se fiel às suas origens. Já em 2000, a "Lotação Esgotada" continuava a a fazer estreias e reposições de filmes, mas já sem a fama de outrora.
A partir de 2009, a uma certa altura, a "Lotação Esgotada" deixou de ser transmitida, acabando-se com ela a exibição semanal de filmes em horário nobre. Hoje, a "Lotação Esgotada", quando é emitida, é somente às noites de Domingo, de forma esporádica e rara, já muito longe do sucesso que um dia teve. Os últimos filmes que a "Lotação Esgotada" estreou foi o filme "Sete Pecados Rurais" de Nicolau Breyner, no início do ano de 2015, e recentemente o filme "O Sorriso das Sombras", que substituiu o filme português de António Pedro Vasconcelos "Os Gatos Não Tem Vertigens". Tal substituição deveu-se a erro técnico da RTP, pois o filme ainda não tinha autorização para exibição televisiva, pois a lei só permite, dois anos depois da estreia dos filmes, as suas exibições na TV. Recentemente, a "Lotação Esgotada" estreou com sucesso o filme brasileiro "Getúlio" com Tony Ramos, filme sobre os últimos dias de Getúlio Vargas.
Recentemente, a "Lotação Esgotada" regressou aos ecrãs da RTP, e hoje é sempre transmitida às 23 e 30 de Domingo, a seguir ao "The Voice", com os mesmos propósitos de outrora. Os filmes agora são exibidos com moderado sucesso. 
Atualmente, alguns dos filmes clássica da rubrica também passam na RTP Memória. Ao sábado e ao domingo é exibido filmes estrangeiros, havendo também uma sessão ao domingo à noite. Já à segunda-feira, o canal aposta em cinema português. Fazendo também algum sucesso. 
Mesmo com o final do sucesso de outros tempos da "Lotação Esgotada", a rubrica ficou, e ficará para sempre, ligada à história da RTP, tal como a «Sessão da Tarde» da Rede Globo no Brasil. Ainda hoje, há quem recorde com saudade a "Lotação Esgotada", o seu sucesso, o seu prestígio e a sua repercussão na história da televisão em Portugal.

## A Lotação Esgotada e a Looney Tunes
Uma das particularidades que a "Lotação Esgotada" tinha era a exibição de um desenho animado "cartoon" da Looney Tunes, antes da exibição do respectivo filme, tal e qual como se fazia nos cinemas nacionais. No início, a exibição era regular, sendo sempre exibido antes do filme um ou mais desenhos animados da Looney Tunes, e assim continuou até 1992, ano me que a transmissão começou a ser irregular, devido a critérios rigorosos em relação aos filmes, pois a rubrica começou a ser transmitida em horários mais tardios. Os mais exibidos eram os cartoons de Bugs Bunny, Daffy Duck, Speedy Gonzalez, Papa-Léguas e Coiote e Gato Silvestre e Piu-Piu. 
Em 2007, a RTP readquiriu os direitos de transmissão para repetir na RTP Memória os mesmos "cartoons" da Looney Tunes que a RTP transmitiu na rúbrica, que foram um pouco maltratadas pela constante mudança de horários. 
Os cartoons mais famosos que foram exibidos na "Lotação Esgotada" da RTP1 foram o cartoon "Baby Buggy Bunny" (proibido nos EUA em 1955), traduzido na dobragem nacional de 1997 como "O Bebé Bugs Bunny", antecedendo o filme "O Vale do Arco Íris" com Fred Astaire, e o cartoon "Yankee Doodle Daffy" de 1943, com Daffy Duck e Porky Pig, em que o Daffy Duck aparece vestido de Carmen Miranda. Outros cartoons foram exibidos, como "All a Biiiiiird", nomeado em Portugal como "Pássaro a Bordo", com Piu Piu. 
Geralmente os mais novos esperavam só pela "Lotação Esgotada" para ver estes cartoons, e mal o filme começava, iam deitar-se para a cama. E para muitos, era a única rubrica de cinema, além da Primeira Matinée, e a mais importante da RTP.

## Filmes Exibidos na Lotação Esgotada
Os filmes que foram estreados em televisão na "Lotação Esgotada" foram dos mais variados tipos e os que mais fizeram sucesso na televisão, como demontra a lista dos seguintes exemplos que apresentamos de filmes que foram estreados, exibidos ou reexibidos na "Lotação Esgotada":

### 1986
| Dia de exibição        | Titulo do filme e ano                   | País de origem               | Elenco principal                                                                                | Tempo de exibição    |
| ---------------------- | --------------------------------------- | ---------------------------- | ----------------------------------------------------------------------------------------------- | -------------------- |
| 15 de outubro de 1986  | A Filha de Ryan (1970)                  | Reino Unido                  | Sarah Miles, Robert Mitchum, Trevor Howard                                                      | 3 horas e 30 minutos |
| 22 de outubro de 1986  | Arabesco (1966)                         | Estados Unidos               | Gregory Peck, Sophia Loren, Alan Badel, Kieron Moore, Carl Duering                              | 2 horas e 15 minutos |
| 29 de outubro de 1986  | A última testemunha (1974)              | Estados Unidos               | Warren Beatty, Paula Prentiss, William Daniels, Walter McGinn, Hume Cronyn                      | 1 hora e 42 minutos  |
| 5 de novembro de 1986  | Por favor não me morda o pescoço (1967) | Estados Unidos · Reino Unido | Jack MacGowran, Roman Polański, Sharon Tate, Alfie Bass, Ferdy Mayne, Terry Downes              | 1 hora e 55 minutos  |
| 12 de novembro de 1986 | A Grande Evasão (1963)                  | Estados Unidos               | Steve McQueen, James Garner, Richard Attenborough, James Donald, James Coburn, Charles Bronson  | 3 horas e 10 minutos |
| 19 de novembro de 1986 | O Boy Friend (1971)                     | Reino Unido · Estados Unidos | Twiggy, Christopher Gable, Barbara Windsor, Moyra Fraser                                        | 2 horas e 25 minutos |
| 26 de novembro de 1986 | A Fuga de Forte Bravo (1953)            | Estados Unidos               | William Holden, Eleanor Parker, John Forsythe, William Demarest, William Campbell               | 1 hora e 55 minutos  |
| 3 de dezembro de 1986  | Aeroporto (1970)                        | Estados Unidos               | Burt Lancaster, Dean Martin, Jean Seberg, Jacqueline Bisset, George Kennedy, Helen Hayes        | 2 horas e 30 minutos |
| 10 de dezembro de 1986 | A Martingala (1983)                     | França · Suíça               | Omar Sharif, Catherine Spaak, Jean-Pierre Malo, Jean-Pierre Gos, Jacques Michel, Maurice Aufair | 1 hora e 50 minutos  |
| 17 de dezembro de 1986 | Da Terra Nascem os Homens (1958)        | Estados Unidos               | Gregory Peck, Jean Simmons, Carroll Baker, Charlton Heston, Burl Ives, Charles Bickford         | 3 hora e 05 minutos  |
| 24 de dezembro de 1986 | Serenata à Chuva (1952)                 | Estados Unidos               | Gene Kelly, Donald O'Connor, Debbie Reynolds, Jean Hagen                                        | 2 horas              |
| 31 de dezembro de 1986 | Charada (filme) (1963)                  | Estados Unidos               | Cary Grant, Audrey Hepburn, Walter Matthau, James Coburn, George Kennedy, Dominique Minot       | 2 horas e 10 minutos |

### 1987
| Dia de exibição         | Titulo do filme e ano                     | País de origem               | Elenco principal | Tempo de exibição    |
| ----------------------- | ----------------------------------------- | ---------------------------- | --- | -------------------- |
| 7 de janeiro de 1987    | O Lugar do Morto (1984)                   | Portugal                     | Ana Zanatti, Pedro Oliveira, Teresa Madruga, Diogo Vasconcelos, Manuela de Freitas, Ruy Furtado, Lídia Franco, Isabel Mota | 1 hora e 50 minutos  |
| 14 de janeiro de 1987   | Telefone (1977)                           | Estados Unidos               | Charles Bronson, Lee Remick, Donald Pleasence, Tyne Daly, Alan Badel, Patrick Magee                                        | 1 hora e 50 minutos  |
| 21 de janeiro de 1987   | O mistério do navio abandonado (1959)     | Estados Unidos · Reino Unido | Gary Cooper, Charlton Heston, Michael Redgrave, Emlyn Williams, Cecil Parker, Alexander Knox, Virginia McKenna             | 1 hora e 55 minutos  |
| 28 de janeiro de 1987   | Os Paraquedistas (1969)                   | Estados Unidos               | Burt Lancaster, Deborah Kerr, Gene Hackman, Scott Wilson, William Windom, Bonnie Bedelia, Sheree North                     | 2 horas              |
| 4 de fevereiro de 1987  | O Cavalo Preto (1979)                     | Estados Unidos               | Kelly Reno, Mickey Rooney, Teri Garr, Clarence Muse, Hoyt Axton                                                            | 2 horas e 5 minutos  |
| 11 de fevereiro de 1987 | Um Gelo Súbito (1985)                     | Estados Unidos               | Gena Rowlands, Ben Gazzara, Sylvia Sidney, Aidan Quinn, D.W. Moffett, John Glover, Sydney Walsh                            | 1 hora e 50 minutos  |
| 18 de fevereiro de 1987 | O Assalto ao carro blindado (1967)        | Estados Unidos               | John Wayne, Kirk Douglas, Howard Keel, Robert Walker Jr., Keenan Wynn, Bruce Cabot, Joanna Barnes                          | 1 hora e 50 minutos  |
| 25 de fevereiro de 1987 | O Grande Conquistador (1972)              | Estados Unidos               | Woody Allen, Diane Keaton, Tony Roberts, Susan Anspach, Jerry Lacy, Jennifer Salt, Joy Bang                                | 1 hora e 40 minutos  |
| 4 de março de 1987      | A Última Loucura (1976)                   | Estados Unidos               | Mel Brooks, Marty Feldman, Dom DeLuise                                                                                     | 1 hora e 40 minutos  |
| 11 de março de 1987     | Como Roubar Um Milhão (1966)              | Estados Unidos               | Audrey Hepburn, Peter O'Toole, Hugh Griffith, Charles Boyer, Eli Wallach                                                   | 2 horas e 20 minutos |
| 18 de março de 1987     | Como Ganhar um Milhão (1966)              | Estados Unidos               | Jack Lemmon, Walter Matthau, Ron Rich, Judi West, Cliff Osmond, Lurene Tuttle                                              | 2 horas e 20 minutos |
| 25 de março de 1987     | O prémio (1963)                           | Estados Unidos               | Paul Newman, Edward G. Robinson, Elke Sommer, Diane Baker, Micheline Presle, Gérard Oury                                   | 2 horas e 35 minutos |
| 1 de abril de 1987      | Guia para um homem volúvel (1967)         | Estados Unidos               | Walter Matthau, Robert Morse, Inger Stevens, Sue Ane Langdon, Claire Kelly, Linda Harrison                                 | 1 hora e 50 minutos  |
| 8 de abril de 1987      | My Fair Lady (1964)                       | Estados Unidos               | Audrey Hepburn, Rex Harrison, Stanley Holloway, Wilfrid Hyde-White, Gladys Cooper, Jeremy Brett, Theodore Bikel            | 2 horas e 50 minutos |
| 15 de abril de 1987     | Zorba, o Grego (1964)                     | Estados Unidos · Grécia      | Anthony Quinn, Alan Bates, Irene Pappás, Líla Kédrova, George Foundas                                                      | 2 horas e 20 minutos |
| 22 de abril de 1987     | Um Homem na Sombra (1976)                 | França · Itália              | Alain Delon, Jeanne Moreau, Suzanne Flon, Michael Lonsdale, Juliet Berto, Francine Bergé                                   | 2 horas e 20 minutos |
| 29 de abril de 1987     | A Primeira Página (1974)                  | Estados Unidos               | Jack Lemmon, Walter Matthau, Susan Sarandon, Vincent Gardenia, David Wayne, Allen Garfield                                 | 2 horas e 10 minutos |
| 6 de maio de 1987       | A Filha do Mineiro (1980)                 | Estados Unidos               | Sissy Spacek, Tommy Lee Jones, Levon Helm, Phyllis Bowens, Beverly D'Angelo                                                | 2 horas e 25 minutos |
| 13 de maio de 1987      | A Herança da carne (1960)                 | Estados Unidos               | Robert Mitchum, Eleanor Parker, George Peppard, George Hamilton, Everett Sloane, Luana Patten                              | 2 horas e 30 minutos |
| 20 de maio de 1987      | Os Pistoleiros da Noite (1962)            | Estados Unidos               | Randolph Scott, Joel McCrea, Mariette Hartley, Ron Starr                                                                   | 1 hora e 35 minutos  |
| 27 de maio de 1987      | Ladrão Roubado (1966)                     | Estados Unidos               | Shirley MacLaine, Michael Caine, Herbert Lom, Roger C. Carmel, Arnold Moss, John Abbott                                    | 2 horas e 5 minutos  |
| 3 de junho de 1987      | Paixões Sem Freio (1955)                  | Estados Unidos               | Richard Widmark, Lauren Bacall, Charles Boyer, Gloria Grahame, Lillian Gish                                                | 3 horas e 5 minutos  |
| 10 de junho de 1987     | Noite Americana (1973)                    | Estados Unidos               | Jacqueline Bisset, Valentina Cortese, Jean-Pierre Aumont, Jean-Pierre Léaud, François Truffaut,                            | 2 horas e 10 minutos |
| 17 de junho de 1987     | O Candidato (1972)                        | Estados Unidos               | Robert Redford, Peter Boyle, Melvyn Douglas, Don Porter, Allen Garfield, Karen Carlson                                     | 2 horas e 50 minutos |
| 24 de junho de 1987     | Morte em Veneza (1971)                    | Itália · França              | Dirk Bogarde, Björn Andrésen, Silvana Mangano, Marisa Berenson, Mark Burns                                                 | 2 horas e 30 minutos |
| 1 de julho de 1987      | A Vida Apaixonada de Van Gogh (1956)      | Estados Unidos               | Kirk Douglas, Anthony Quinn, James Donald, Pamela Brown, Noel Purcell                                                      | 2 horas e 15 minutos |
| 8 de julho de 1987      | Viver por Viver (1967)                    | França                       | Yves Montand, Candice Bergen, Annie Girardot, Irène Tunc, Anouk Ferjac                                                     | 2 horas e 25 minutos |
| 15 de julho de 1987     | O Prisioneiro de Zenda (1952)             | Estados Unidos               | Stewart Granger, Deborah Kerr, James Mason, Louis Calhern, Jane Greer, Lewis Stone                                         | 2 horas              |
| 22 de julho de 1987     | O Homem do Rio (1964)                     | Itália · França              | Jean-Paul Belmondo, Françoise Dorléac, Jean Servais, Adolfo Celi, Simone Renant                                            | 2 horas e 5 minutos  |
| 29 de julho de 1987     | Mogambo (1953)                            | Estados Unidos               | Clark Gable, Grace Kelly, Ava Gardner, Donald Sinden                                                                       | 2 horas e 5 minutos  |
| 5 de agosto de 1987     | Um Homem Tem Três Metros de Altura (1957) | Estados Unidos               | John Cassavetes, Sidney Poitier, Jack Warden, Kathleen Maguire, Ruby Dee                                                   | 1 hora e 40 minutos  |
| 12 de agosto de 1987    | Herói Precisa-se (1964)                   | Estados Unidos               | James Garner, Julie Andrews, Melvyn Douglas, James Coburn, Joyce Grenfell                                                  | 2 horas e 15 minutos |
| 26 de agosto de 1987    | Um Amor Simples (1972)                    | Estados Unidos               | Walter Matthau, Carol Burnett, Geraldine Page, Barry Nelson, Rene Auberjonois                                              | 1 hora e 45 minutos  |
| 2 de setembro de 1987   | Eugénio, Eugénio (1980)                   | Itália · França              | Dalila Di Lazzaro, Saverio Marconi, Francesco Bonelli, Carole André, Bernard Blier                                         | 1 hora e 55 minutos  |
| 9 de setembro de 1987   | Ciúme, ciúmes e ciumentos (1970)          | Itália · Espanha             | Marcello Mastroianni, Monica Vitti, Giancarlo Giannini, Manuel Zarzo                                                       | 1 hora e 55 minutos  |
| 16 de setembro de 1987  | Honra a Um Homem Mau (1956)               | Estados Unidos               | James Cagney, Don Dubbins, Stephen McNally, Irene Papas, Vic Morrow                                                        | 1 hora e 55 minutos  |
| 23 de setembro de 1987  | Um Estranho na Minha Vida (1960)          | Estados Unidos               | Kirk Douglas, Kim Novak, Ernie Kovacs, Barbara Rush, Walter Matthau, Virginia Bruce                                        | 2 horas e 15 minutos |
| 7 de outubro de 1987    | Os Amigos da Onça (1981)                  | Estados Unidos               | Jack Lemmon, Walter Matthau, Paula Prentiss, Klaus Kinski, Dana Elcar                                                      | 1 hora e 55 minutos  |
| 14 de outubro de 1987   | Bullitt (1968)                            | Estados Unidos               | Steve McQueen, Robert Vaughn, Jacqueline Bisset, James Hagan, Don Gordon, Robert Duvall…Weissberg                          | 2 horas e 10 minutos |
| 21 de outubro de 1987   | Dois irmãos, dois destinos (1962)         | Itália                       | Marcello Mastroianni, Jacques Perrin, Sylvie, Salvo Randone, Valeria Ciangottini                                           | 2 horas e 20 minutos |
| 28 de outubro de 1987   | E Tudo o Vento Levou (1939)               | Estados Unidos               | Clark Gable, Vivien Leigh, Leslie Howard, Olivia de Havilland                                                              | 4 horas e 5 minutos  |
| 4 de novembro de 1987   | O Pecado Mora ao Lado (1955)              | Estados Unidos               | Marilyn Monroe, Tom Ewell, Evelyn Keyes, Sonny Tufts, Robert Strauss                                                       | 2 horas e 10 minutos |
| 11 de novembro de 1987  | Paragem de Autocarro (1956)               | Estados Unidos               | Marilyn Monroe, Don Murray, Arthur O'Connell, Betty Field, Eileen Heckart, Robert Bray                                     | 1 hora e 40 minutos  |
| 18 de novembro de 1987  | Os Inadaptados (1960)                     | Estados Unidos               | Marilyn Monroe, Clark Gable, Montgomery Clift                                                                              | 2 horas e 35 minutos |
| 25 de novembro de 1987  | O Padrinho (1972)                         | Estados Unidos               | Marlon Brando, Al Pacino, James Caan, Robert Duvall, Richard Castellano, Diane Keaton                                      | 3 horas e 10 minutos |
| 2 de dezembro de 1987   | Dinheiro do Céu (1981)                    | Estados Unidos               | Steve Martin, Bernadette Peters, Christopher Walken, Jessica Harper, Vernel Bagneris                                       | 2 horas e 5 minutos  |
| 9 de dezembro de 1987   | A Torre do Inferno (1974)                 | Estados Unidos               | Paul Newman, William Holden, Fred Astaire, Steve McQueen, Faye Dunaway                                                     | 3 horas              |
| 16 de dezembro de 1987  | A Noiva Estava de Luto (1967)             | França · Itália              | Jeanne Moreau, Michel Bouquet, Jean-Claude Brialy, Charles Denner, Claude Rich                                             | 2 horas e 10 minutos |
| 23 de dezembro de 1987  | Os Salteadores da Arca Perdida (1981)     | Estados Unidos               | Harrison Ford, Karen Allen, Paul Freeman, Ronald Lacey, John Rhys-Davies, Denholm Elliott                                  | 2 horas e 10 minutos |
| 30 de dezembro de 1987  | O Principezinho (1974)                    | Estados Unidos · Reino Unido | Richard Kiley, Steven Warner, Bob Fosse, Gene Wilder, Donna McKechnie, Joss Ackland                                        | 1 hora e 50 minutos  |

### 1988
| Dia de exibição         | Titulo do filme e ano                       | País de origem                               | Elenco principal | Tempo de exibição    |
| ----------------------- | ------------------------------------------- | -------------------------------------------- | --- | -------------------- |
| 6 de janeiro de 1988    | O Vale do Arco Íris (1968)                  | Estados Unidos                               | Fred Astaire, Petula Clark, Tommy Steele, Don Francks, Keenan Wynn, Barbara Hancock                                                                      | 2 horas e 15 minutos |
| 13 de janeiro de 1988   | O Clarim da Revolta (1981)                  | Estados Unidos                               | Timothy Hutton, George C. Scott, Ronny Cox, Sean Penn, Tom Cruise                                                                                        | 2 horas e 15 minutos |
| 20 de janeiro de 1988   | A Borboleta Vermelha (1968)                 | Estados Unidos                               | Peter Sellers, Jo Van Fleet, Leigh Taylor-Young, Joyce Van Patten, David Arkin                                                                           | 1 hora e 45 minutos  |
| 27 de janeiro de 1988   | Aconteceu no Oeste (1968)                   | Itália · Estados Unidos                      | Henry Fonda, Claudia Cardinale, Jason Robards, Charles Bronson, Gabrielle Ferzetti, Frank Wolff                                                          | 3 horas e 20 minutos |
| 3 de fevereiro de 1988  | O Sargento Negro (1960)                     | Estados Unidos                               | Jeffrey Hunter, Constance Towers, Billie Burke, Woody Strode, Juano Hernandez                                                                            | 2 horas e 10 minutos |
| 10 de fevereiro de 1988 | Manhattan (1979)                            | Estados Unidos                               | Woody Allen, Diane Keaton, Michael Murphy, Mariel Hemingway, Meryl Streep, Anne Byrne                                                                    | 1 hora e 50 minutos  |
| 17 de fevereiro de 1988 | Correspondência violada (1985)              | França                                       | Jean Poiret, Stéphane Audran, Michel Bouquet, Jean Topart, Lucas Belvaux, Pauline Lafont                                                                 | 2 horas e 5 minutos  |
| 24 de fevereiro de 1988 | Superman II - A Aventura Continua (1980)    | Estados Unidos · Reino Unido                 | Christopher Reeve, Margot Kidder, Gene Hackman, Ned Beatty, Jackie Cooper, Valerie Perrine, Terence Stamp                                                | 2 horas e 30 minutos |
| 2 de março de 1988      | Os Quatro Cavaleiros do Apocalipse (1962)   | México · Estados Unidos                      | Glenn Ford, Ingrid Thulin, Charles Boyer, Lee J. Cobb, Paul Lukas, Yvette Mimieux, Karlheinz Böhm, Paul Henreid                                          | 2 horas e 45 minutos |
| 9 de março de 1988      | O Atirador (1976)                           | Estados Unidos                               | John Wayne, Lauren Bacall, James Stewart, Ron Howard, Richard Boone                                                                                      | 2 horas              |
| 16 de março de 1988     | Cleópatra (1963)                            | Reino Unido · Estados Unidos · Suíça         | Elizabeth Taylor, Richard Burton, Rex Harrison | 4 horas e 10 minutos |
| 23 de março de 1988     | Madame de... (1953)                         | França · Itália                              | Charles Boyer, Danielle Darrieux, Vittorio De Sica, Jean Debucourt, Mireille Perrey, Lia Di Leo                                                          | 2 horas e 10 minutos |
| 30 de março de 1988     | O Misterioso Mr. Mackintosh (1973)          | Reino Unido · Estados Unidos                 | Paul Newman, Dominique Sanda, James Mason, Harry Andrews, Ian Bannen, Michael Hordern                                                                    | 2 horas e 10 minutos |
| 6 de abril de 1988      | A Amante do Tenente Francês (1981)          | Reino Unido                                  | Meryl Streep, Jeremy Irons, Hilton McRae | 2 horas e 25 minutos |
| 13 de abril de 1988     | O Espião mais Perigoso do Mundo (1980)      | Estados Unidos                               | Walter Matthau, Glenda Jackson, Ned Beatty | 2 horas e 10 minutos |
| 20 de abril de 1988     | Homens no Escuro (1959)                     | Estados Unidos                               | Harry Belafonte, Robert Ryan, Shelley Winters, Ed Begley, Gloria Grahame, Will Kuluva                                                                    | 2 horas              |
| 27 de abril de 1988     | A Golpada (1973)                            | Estados Unidos                               | Paul Newman, Robert Redford, Robert Shaw, Charles Durning, Ray Walston                                                                                   | 2 horas e 20 minutos |
| 4 de maio de 1988       | O Leão no Inverno (1968)                    | Reino Unido                                  | Peter O'Toole, Katharine Hepburn, Anthony Hopkins, John Castle, Nigel Terry, Timothy Dalton, Jane Merrow                                                 | 2 horas e 40 minutos |
| 11 de maio de 1988      | Assim Nasce Uma Estrela (1954)              | Estados Unidos                               | Judy Garland, James Mason, Jack Carson, Charles Bickford, Tommy Noonan                                                                                   | 3 horas              |
| 18 de maio de 1988      | Peça Incompleta para Piano Mecânico (1977)  | União Soviética                              | Aleksandr Kalyagin, Elena Solovey, Oleg Tabakov, Evgeniya Glushenko, Nikita Mikhalkov                                                                    | 2 horas e 10 minutos |
| 25 de maio de 1988      | 007 - Agente Secreto (1962)                 | Reino Unido                                  | Sean Connery, Ursula Andress, Joseph Wiseman, Bernard Lee, Lois Maxwell, Jack Lord, Anthony Dawson                                                       | 2 horas e 5 minutos  |
| 1 de junho de 1988      | Uma Mulher de Sonho (1979)                  | Estados Unidos                               | Dudley Moore, Julie Andrews, Bo Derek, Robert Webber, Dee Wallace-Stone, Sam J. Jones, Brian Dennehy                                                     | 2 horas e 25 minutos |
| 8 de junho de 1988      | Más Companhias (1972)                       | Estados Unidos                               | Jeff Bridges, Barry Brown, Jim Davis, David Huddleston, John Savage, Jerry Houser                                                                        | 2 horas e 5 minutos  |
| 15 de junho de 1988     | Revolta na Bounty (1962)                    | Estados Unidos                               | Marlon Brando, Trevor Howard, Richard Harris, Hugh Griffith, Richard Haydn                                                                               | 3 horas e 15 minutos |
| 22 de junho de 1988     | O Super-Mágico (1972)                       | Estados Unidos                               | Tom Smothers, John Astin, Katharine Ross, Orson Welles, Susanne Zenor, Allen Garfield, Hope Summers                                                      | 2 horas              |
| 29 de junho de 1988     | Pelo Vale das Sombras (1944)                | Estados Unidos                               | Gary Cooper, Laraine Day, Signe Hasso, Dennis O'Keefe, Carl Esmond, Paul Kelly                                                                           | 2 horas e 45 minutos |
| 6 de julho de 1988      | Irma la Douce (1963)                        | Estados Unidos                               | Jack Lemmon, Shirley MacLaine, Lou Jacobi, Bruce Yarnell, Herschel Bernardi                                                                              | 2 horas e 50 minutos |
| 13 de julho de 1988     | O Dia Mais Longo (1962)                     | Estados Unidos                               | Richard Burton, John Wayne, Robert Mitchum, Kenneth More, Peter Lawford, Henry Fonda, Robert Ryan                                                        | 3 horas e 15 minutos |
| 20 de julho de 1988     | O Fabricante de Ídolos (1980)               | Estados Unidos                               | Ray Sharkey, Peter Gallagher, Tovah Feldshuh, Joe Pantoliano, Paul Land                                                                                  | 2 horas e 30 minutos |
| 27 de julho de 1988     | Quo Vadis (1951)                            | Estados Unidos                               | Robert Taylor, Deborah Kerr, Peter Ustinov | 3 horas e 5 minutos  |
| 3 de agosto de 1988     | Meu Irresistível Selvagem (1975)            | França                                       | Catherine Deneuve, Yves Montand, Luigi Vannucchi | 2 horas e 10 minutos |
| 10 de agosto de 1988    | O Réptil (1970)                             | Estados Unidos                               | Kirk Douglas, Henry Fonda | 2 horas e 25 minutos |
| 17 de agosto de 1988    | Uma Mulher dos Diabos (1975)                | Estados Unidos                               | Gene Hackman, Liza Minnelli, Burt Reynolds | 2 horas e 5 minutos  |
| 24 de agosto de 1988    | Antes do Furacão (1955)                     | Estados Unidos                               | Van Heflin, Aldo Ray, Mona Freeman, Nancy Olson, James Whitmore, Raymond Massey, Tab Hunter, Dorothy Malone, Anne Francis, William Campbell, John Lupton | 2 horas e 45 minutos |
| 31 de agosto de 1988    | Inconquistáveis (1947)                      | Estados Unidos                               | Gary Cooper, Paulette Goddard, Howard Da Silva, Boris Karloff, Cecil Kellaway, Ward Bond, Virginia Campbell                                              | 2 horas e 45 minutos |
| 7 de setembro de 1988   | O Voo da Fénix (1965)                       | Estados Unidos                               | James Stewart, Richard Attenborough, Peter Finch, Hardy Krüger, Ernest Borgnine                                                                          | 2 horas e 50 minutos |
| 14 de setembro de 1988  | Patton (1970)                               | Estados Unidos                               | George C. Scott, Karl Malden, Michael Bates, Stephen Young, Michael Strong                                                                               | 3 horas e 10 minutos |
| 21 de setembro de 1988  | O Herói do Ano 2000 (1973)                  | Estados Unidos                               | Woody Allen, Diane Keaton, John Beck, Mary Gregory | 1 hora e 50 minutos  |
| 28 de setembro de 1988  | Que fazemos nós no meio da revolução (1972) | Itália · Espanha                             | Vittorio Gassman, Paolo Villaggio, Eduardo Fajardo, Riccardo Garrone, Leo Anchóriz                                                                       | 2 horas              |
| 5 de outubro de 1988    | O Réptil (1970)                             | Estados Unidos                               | Kirk Douglas, Henry Fonda | 1 hora e 45 minutos  |
| 12 de outubro de 1988   | A Calúnia (1981)                            | Estados Unidos                               | Paul Newman, Sally Field, Bob Balaban, Melinda Dillon, Luther Adler                                                                                      | 2 horas e 25 minutos |
| 19 de outubro de 1988   | O síndroma da China (1979)                  | Estados Unidos                               | Jane Fonda, Jack Lemmon, Michael Douglas | 2 horas e 30 minutos |
| 26 de outubro de 1988   | Em Defesa da Nação (1986)                   | Reino Unido                                  | Gabriel Byrne, Greta Scacchi, Denholm Elliott, Ian Bannen, Fulton Mackay, Bill Paterson                                                                  | 2 horas e 5 minutos  |
| 2 de novembro de 1988   | Kramer contra Kramer (1979)                 | Estados Unidos                               | Dustin Hoffman, Meryl Streep, Justin Henry, Jane Alexander                                                                                               | 2 horas              |
| 9 de novembro de 1988   | Duna (1984)                                 | Estados Unidos                               | Francesca Annis, Leonardo Cimino, Brad Dourif, José Ferrer, Linda Hunt, Freddie Jones, Sting, Richard Jordan, Kyle MacLachlan, Max von Sydow             | 2 horas e 50 minutos |
| 16 de novembro de 1988  | Glória (1980)                               | Estados Unidos                               | Gena Rowlands, Julie Carmen, John Adames | 2 horas e 30 minutos |
| 23 de novembro de 1988  | Jogos de Guerra (1983)                      | Estados Unidos                               | Matthew Broderick, Dabney Coleman, John Wood, Ally Sheedy                                                                                                | 2 horas e 10 minutos |
| 30 de novembro de 1988  | O Padrinho: Parte II (1974)                 | Estados Unidos                               | Al Pacino, Robert Duvall, Diane Keaton, Robert De Niro, John Cazale, Talia Shire, Lee Strasberg                                                          | 3 horas e 40 minutos |
| 7 de dezembro de 1988   | Quando o Rio se Enfurece (1960)             | Estados Unidos                               | Montgomery Clift, Lee Remick, Jo Van Fleet, Albert Salmi, Jay C. Flippen                                                                                 | 2 horas e 15 minutos |
| 14 de dezembro de 1988  | Os Pássaros (1963)                          | Estados Unidos                               | Tippi Hedren, Rod Taylor, Jessica Tandy, Suzanne Pleshette                                                                                               | 2 horas e 25 minutos |
| 21 de dezembro de 1988  | Gente Vulgar (1980)                         | Estados Unidos                               | Donald Sutherland, Mary Tyler Moore, Timothy Hutton, Judd Hirsch                                                                                         | 2 horas e 30 minutos |
| 28 de dezembro de 1988  | Ginger e Fred (1986)                        | Estados Unidos · Itália · Alemanha Ocidental | Giulietta Masina, Marcello Mastroianni | 2 horas e 15 minutos |

### 1989
| Dia de exibição         | Titulo do filme e ano                            | País de origem               | Elenco principal | Tempo de exibição    |
| ----------------------- | ------------------------------------------------ | ---------------------------- | --- | -------------------- |
| 4 de janeiro de 1989    | Os Ricos e os Pobres (1983)                      | Estados Unidos               | Dan Aykroyd, Eddie Murphy, Ralph Bellamy, Don Ameche, Denholm Elliott, Jamie Lee Curtis                                           | 2 horas e 10 minutos |
| 11 de janeiro de 1989   | Papillon (1973)                                  | Estados Unidos               | Steve McQueen, Dustin Hoffman, Victor Jory, Don Gordon, Anthony Zerbe                                                             | 2 horas e 40 minutos |
| 18 de janeiro de 1989   | A Escolha de Sofia (1982)                        | Estados Unidos               | Meryl Streep, Kevin Kline, FPeter MacNicol                                                                                        | 2 horas e 55 minutos |
| 25 de janeiro de 1989   | Intriga em Família (1976)                        | Estados Unidos               | Karen Black, Bruce Dern, Barbara Harris, William Devane                                                                           | 2 horas e 20 minutos |
| 1 de fevereiro de 1989  | Laços de Ternura (1982)                          | Estados Unidos               | Shirley MacLaine, Debra Winger, Jack Nicholson, Danny DeVito, Jeff Daniels, John Lithgow                                          | 2 horas e 25 minutos |
| 8 de fevereiro de 1989  | 1941 - Ano Louco em Hollywood (1979)             | Estados Unidos               | Dan Aykroyd, John Belushi, Christopher Lee, John Candy                                                                            | 2 horas              |
| 15 de fevereiro de 1989 | A Testemunha (1985)                              | Estados Unidos               | Harrison Ford, Kelly McGillis, Lukas Haas, Danny Glover, Josef Sommer                                                             | 2 horas e 10 minutos |
| 22 de fevereiro de 1989 | O Perfume do Dinheiro (1967)                     | Estados Unidos               | Rex Harrison, Susan Hayward, Cliff Robertson, Capucine, Edie Adams, Maggie Smith                                                  | 2 horas e 30 minutos |
| 1 de março de 1989      | Annie Hall (1977)                                | Estados Unidos               | Woody Allen, Diane Keaton | 1 hora e 55 minutos  |
| 8 de março de 1989      | Amarcord (1973)                                  | Itália · França              | Pupella Maggio, Armando Brancia, Magali Noël                                                                                      | 2 horas e 25 minutos |
| 15 de março de 1989     | O Veredicto (1982)                               | Estados Unidos               | Paul Newman, Charlotte Rampling, Jack Warden, James Mason                                                                         | 2 horas e 30 minutos |
| 22 de março de 1989     | A Casa do Lago (1981)                            | Estados Unidos               | Henry Fonda, Katharine Hepburn, Jane Fonda, Doug McKeon, Dabney Coleman                                                           | 2 horas e 15 minutos |
| 29 de março de 1989     | O Grande Magnate (1976)                          | Estados Unidos               | Robert de Niro, Tony Curtis, Robert Mitchum, Jeanne Moreau, Jack Nicholson                                                        | 2 horas e 25 minutos |
| 5 de abril de 1989      | Momentos de Glória (1981)                        | Reino Unido                  | Ben Cross, Ian Charleson, Cheryl Campbell, Alice Krige, Ian Holm                                                                  | 2 horas e 30 minutos |
| 12 de abril de 1989     | Luzes da Ribalta (1952)                          | Estados Unidos               | Charles Chaplin, Claire Bloom, Nigel Bruce, Buster Keaton, Sydney Earle Chaplin, Norman Lloyd                                     | 2 horas e 50 minutos |
| 19 de abril de 1989     | Terramoto (1974)                                 | Estados Unidos               | Ava Gardner, Charlton Heston, George Kennedy, Lorne Greene                                                                        | 2 horas e 35 minutos |
| 26 de abril de 1989     | Desaparecido (1982)                              | Estados Unidos               | Jack Lemmon, Sissy Spacek, Melanie Mayron, John Shea                                                                              | 2 horas e 35 minutos |
| 3 de maio de 1989       | A República dos Cucos (1978)                     | Estados Unidos               | John Belushi, Stephen Furst, Peter Riegert, Tom Hulce, Kevin Bacon, Donald Sutherland                                             | 2 horas e 10 minutos |
| 10 de maio de 1989      | Deus Sabe Quanto Amei (1958)                     | Estados Unidos               | Frank Sinatra, Dean Martin, Shirley MacLaine                                                                                      | 2 horas e 45 minutos |
| 17 de maio de 1989      | Star Wars Episódio IV: Uma Nova Esperança (1977) | Estados Unidos               | Mark Hamill, Harrison Ford, Carrie Fisher, Alec Guinness, Kenny Baker, Anthony Daniels, Peter Cushing, David Prowse, Peter Mayhew | 2 horas e 20 minutos |
| 31 de maio de 1989      | Borsalino (1970)                                 | França                       | Jean-Paul Belmondo, Alain Delon                                                                                                   | 2 horas e 35 minutos |
| 7 de junho de 1989      | O Confronto (1984)                               | Estados Unidos               | Paul Newman, Robby Benson, Ellen Barkin, Wilford Brimley, Ossie Davis, Joanne Woodward                                            | 2 horas e 20 minutos |
| 14 de junho de 1989     | Gallipoli (1981)                                 | Austrália                    | Mel Gibson, Mark Lee, Bill Kerr, Robert Grubb                                                                                     | 2 horas e 20 minutos |
| 21 de junho de 1989     | A Mulher de Vermelho (1984)                      | Estados Unidos               | Gene Wilder, Charles Grodin, Joseph Bologna, Judith Ivey, Kelly LeBrock,Gilda Radner                                              | 1 hora e 50 minutos  |
| 28 de junho de 1989     | As Portas do Céu (1980)                          | Estados Unidos               | Kris Kristofferson, Christopher Walken, John Hurt, Sam Waterston, Brad Dourif, Isabelle Huppert, Joseph Cotten, Jeff Bridges      | 2 horas e 50 minutos |
| 5 de julho de 1989      | ...E Justiça para Todos (1979)                   | Estados Unidos               | Al Pacino, Jack Warden, John Forsythe, Lee Strasberg                                                                              | 2 horas e 25 minutos |
| 12 de julho de 1989     | Yang-Tsé em Chamas (1966)                        | Estados Unidos               | Steve McQueen, Richard Attenborough, Richard Crenna, Candice Bergen, Marayat Andriane, Mako                                       | 3 horas e 15 minutos |
| 19 de julho de 1989     | Há Lodo no Cais (1954)                           | Estados Unidos               | Marlon Brando, Eve Marie Saint, Rod Steiger                                                                                       | 2 horas e 10 minutos |
| 26 de julho de 1989     | Major Dundee (1965)                              | Estados Unidos               | Charlton Heston, Richard Harris, Senta Berger, James Coburn, Jim Hutton                                                           | 2 horas e 30 minutos |
| 2 de agosto de 1989     | O Homem Que Fazia Chover (1956)                  | Estados Unidos               | Katharine Hepburn, Burt Lancaster, Wendell Corey                                                                                  | 2 horas e 15 minutos |
| 9 de agosto de 1989     | Dr. Estranho Amor (1964)                         | Estados Unidos · Reino Unido | Peter Sellers, George C. Scott, Sterling Hayden                                                                                   | 1 hora e 50 minutos  |
| 16 de agosto de 1989    | Duelo ao Pôr do Sol (1961)                       | Estados Unidos               | Rock Hudson, Kirk Douglas, Dorothy Malone, Joseph Cotten, Carol Lynley, Neville Brand, Regis Toomey                               | 2 horas e 5 minutos  |
| 23 de agosto de 1989    | O Rato que Ruge (1959)                           | Reino Unido                  | Peter Sellers, Jean Seberg, William Hartnell, David Kossoff, Leo McKern, MacDonald Parke, Austin Willis                           | 1 hora e 40 minutos  |
| 30 de agosto de 1989    | Os Profissionais (1966)                          | Estados Unidos               | Lee Marvin, Burt Lancaster, Robert Ryan                                                                                           | 2 horas e 15 minutos |
| 6 de setembro de 1989   | O Testa de Ferro (1976)                          | Estados Unidos               | Woody Allen, Zero Mostel, Herschel Bernardi                                                                                       | 1 hora e 55 minutos  |
| 13 de setembro de 1989  | Bom Dia Tristeza (1958)                          | Reino Unido · Estados Unidos | Deborah Kerr, David Niven, Jean Seberg, Mylène Demongeot, Geoffrey Horne                                                          | 2 horas e 15 minutos |
| 20 de setembro de 1989  | Dois Homens e Um Destino (1969)                  | Estados Unidos               | Paul Newman, Robert Redford, Katharine Ross                                                                                       | 2 horas e 20 minutos |
| 27 de setembro de 1989  | Victor/Victoria (1982)                           | Estados Unidos · Reino Unido | Julie Andrews, James Garner, Robert Preston, Alex Karras, John Rhys-Davies                                                        | 2 horas e 40 minutos |
| 4 de outubro de 1989    | Sete Dias de Maio (1964)                         | Estados Unidos               | Burt Lancaster, Kirk Douglas, Fredric March, Ava Gardner                                                                          | 2 horas e 25 minutos |
| 11 de outubro de 1989   | Amantes (1984)                                   | Estados Unidos               | Gena Rowlands, John Cassavetes, Diahnne Abbott, Seymour Cassel                                                                    | 2 horas e 40 minutos |
| 18 de outubro de 1989   | 2001: Odisseia no Espaço (1968)                  | Estados Unidos · Reino Unido | Keir Dullea, Gary Lockwood, William Sylvester, Douglas Rain                                                                       | 2 horas e 50 minutos |
| 25 de outubro de 1989   | Fanny (1961)                                     | Estados Unidos               | Leslie Caron, Horst Buchholz, Maurice Chevalier, Charles Boyer, Lionel Jeffries                                                   | 2 horas e 40 minutos |
| 1 de novembro de 1989   | A Mulher que Viveu Duas Vezes (1958)             | Estados Unidos               | James Stewart, Kim Novak, Barbara Bel Geddes                                                                                      | 2 horas e 30 minutos |
| 8 de novembro de 1989   | A Leste do Paraíso (1955)                        | Estados Unidos               | James Dean, Julie Harris, Raymond Massey, Burl Ives                                                                               | 2 horas e 25 minutos |
| 15 de novembro de 1989  | O Presidiário (1967)                             | Estados Unidos               | Paul Newman, George Kennedy, J.D.Cannon                                                                                           | 2 horas e 30 minutos |
| 22 de novembro de 1989  | Os Amigos de Alex (1983)                         | Estados Unidos               | Tom Berenger, Glenn Close, Jeff Goldblum, William Hurt, Kevin Kline                                                               | 2 horas e 5 minutos  |
| 29 de novembro de 1989  | A Sombra do Guerreiro (1980)                     | Japão                        | Tatsuya Nakadai, Tsutomu Yamazaki, Kenichi Hagiwara, Jinpachi Nezu, Shuji Otaki, Daisuke Ryu, Masayuki Yui                        | 3 horas e 10 minutos |
| 6 de dezembro de 1989   | O Último Abraço (1979)                           | Estados Unidos               | Roy Scheider, Janet Margolin | 2 horas e 10 minutos |
| 13 de dezembro de 1989  | Encontro com o Amor (1984)                       | Estados Unidos               | Robert De Niro, Meryl Streep, Harvey Keitel, Jane Kaczmarek, David Clennon                                                        | 2 horas e 15 minutos |
| 20 de dezembro de 1989  | África Minha (1985)                              | Estados Unidos               | Robert Redford, Meryl Streep, Klaus Maria Brandauer                                                                               | 3 horas e 5 minutos  |
| 27 de dezembro de 1989  | Indiana Jones e o Templo Perdido (1984)          | Estados Unidos               | Harrison Ford, Kate Capshaw, Amrish Puri, Roshan Seth, Philip Stone, Jonathan Ke Quan                                             | 2 horas e 15 minutos |

### 1990
| Dia de exibição         | Titulo do filme e ano                                              | País de origem                        | Elenco principal | Tempo de exibição    |
| ----------------------- | ------------------------------------------------------------------ | ------------------------------------- | --- | -------------------- |
| 3 de janeiro de 1990    | O Navio (1983)                                                     | Itália                                | Freddie Jones, Barbara Jefford, Peter Cellier, Norma West, Pina Bausch | 2 horas e 15 minutos |
| 10 de janeiro de 1990   | Reds (1981)                                                        | Estados Unidos                        | Warren Beatty, Diane Keaton, Jack Nicholson, Maureen Stapleton | 3 horas e 15 minutos |
| 17 de janeiro de 1990   | Melvin e Howard (1980)                                             | Estados Unidos                        | Jason Robards, Paul Le Mat, Elizabeth Cheshire, Mary Steenburgen, Michael J. Pollard | 1 hora e 55 minutos  |
| 24 de janeiro de 1990   | Ladrão Por Excelência (1980)                                       | Estados Unidos                        | Burt Reynolds, Lesley-Anne Down, David Niven | 2 horas e 5 minutos  |
| 31 de janeiro de 1990   | O Homem Elefante (1980)                                            | Reino Unido · Estados Unidos          | Anthony Hopkins, John Hurt, Anne Bancroft | 2 horas e 15 minutos |
| 7 de fevereiro de 1990  | Serpico (1973)                                                     | Estados Unidos                        | Al Pacino, John Randolph, Jack Kehoe, Biff McGuire, Barbara Eda-Young, Cornelia Sharpe | 2 horas e 30 minutos |
| 14 de fevereiro de 1990 | Janela Indiscreta (1954)                                           | Estados Unidos                        | James Stewart, Grace Kelly, Wendell Corey | 2 horas              |
| 21 de fevereiro de 1990 | À Mesma Hora para o Ano Que Vem (1978)                             | Estados Unidos                        | Alan Alda, Ellen Burstyn | 2 horas e 20 minutos |
| 28 de fevereiro de 1990 | Beija-me, Idiota (1964)                                            | Estados Unidos                        | Dean Martin, Kim Novak, Ray Walston, Felicia Farr, Cliff Osmond | 2 horas e 25 minutos |
| 7 de março de 1990      | Chorus Line (1985)                                                 | Estados Unidos                        | Michael Douglas, Alyson Reed | 2 horas e 15 minutos |
| 14 de março de 1990     | Adeus, Amigos (1982)                                               | Estados Unidos                        | Steve Guttenberg, Daniel Stern, Mickey Rourke, Kevin Bacon, Ellen Barkin | 2 horas e 10 minutos |
| 21 de março de 1990     | O Baile (1983)                                                     | França · Itália · Argélia             | Étienne Guichard, Régis Bouquet, Francesco De Rosa, Arnault LeCarpentier | 2 horas e 15 minutos |
| 28 de março de 1990     | Um Dia de Cão (1975)                                               | Estados Unidos                        | Al Pacino, John Cazale, Chris Sarandon, Charles Durning | 2 horas e 35 minutos |
| 4 de abril de 1990      | O Caminho das Estrelas - O Filme (1979)                            | Estados Unidos                        | William Shatner, Leonard Nimoy, DeForest Kelley, James Doohan, George Takei, Walter Koenig, Nichelle Nichols, Majel Barrett, Persis Khambatta, Stephen Collins                                            | 2 horas              |
| 11 de abril de 1990     | Uma Criança chamada Jesus - Parte 1 (1988)                         | Itália                                | Matteo Bellina, Irene Papas, María del Carmen San Martín, Maurizio Donadoni, Hichem Rostom, Roberto Bisacco, Alessandro Gassman, Bekim Fehmiu, Roberto Posse, Frédéric Darie, Pierre Clémenti             | 2 horas e 5 minutos  |
| 12 de abril de 1990     | Uma Criança chamada Jesus - Parte 2 (1988)                         | Itália                                | Matteo Bellina, Irene Papas, María del Carmen San Martín, Maurizio Donadoni, Hichem Rostom, Roberto Bisacco, Alessandro Gassman, Bekim Fehmiu, Roberto Posse, Frédéric Darie, Pierre Clémenti             | 2 horas e 15 minutos |
| 18 de abril de 1990     | Amor e Compaixão (1983)                                            | Estados Unidos                        | Robert Duvall, Tess Harper, Betty Buckley, Wilford Brimley, Ellen Barkin, Allan Hubbard | 2 horas e 5 minutos  |
| 25 de abril de 1990     | Os Bravos do Pelotão (1986)                                        | Estados Unidos                        | Charlie Sheen, Tom Berenger, Willem Dafoe, Forest Whitaker, John C. McGinley, Kevin Dillon Johnny Depp, Keith David                                                                                       | 2 horas e 30 minutos |
| 2 de maio de 1990       | Desesperadamente Procurando Susana (1985)                          | Estados Unidos                        | Rosanna Arquette, Madonna, Aidan Quinn, Will Patton, John Turturro | 2 horas e 10 minutos |
| 9 de maio de 1990       | Quatro Amigos (1981)                                               | Estados Unidos                        | Craig Wasson, Jodi Thelen, Michael Huddleston, Jim Metzler | 2 horas e 20 minutos |
| 16 de maio de 1990      | Chamada para a Morte (1954)                                        | Estados Unidos                        | Ray Milland, Grace Kelly, Robert Cummings | 2 horas e 20 minutos |
| 23 de maio de 1990      | King Kong (1976)                                                   | Estados Unidos                        | Jeff Bridges, Jessica Lange, Charles Grodin | 2 horas e 35 minutos |
| 30 de maio de 1990      | Homens à Queima-Roupa (1986)                                       | Estados Unidos                        | Sean Penn, Christopher Walken | 2 horas e 30 minutos |
| 6 de junho de 1990      | O Agente da Broadway (1984)                                        | Estados Unidos                        | Woody Allen, Mia Farrow, Nick Apollo Forte | 1 hora e 55 minutos  |
| 13 de junho de 1990     | Class (1983)                                                       | Estados Unidos                        | Rob Lowe, Jacqueline Bisset, Andrew McCarthy, Cliff Robertson | 2 horas e 5 minutos  |
| 20 de junho de 1990     | O Último Fôlego (1983)                                             | Estados Unidos                        | Richard Gere, Valerie Kaprisky | 2 horas e 10 minutos |
| 27 de junho de 1990     | Filhos de um deus menor (1986)                                     | Estados Unidos                        | William Hurt, Marlee Matlin, Piper Laurie, Philip Bosco, Allison Gompf | 2 horas e 25 minutos |
| 4 de julho de 1990      | 2010 - O Ano do Contacto (1984)                                    | Estados Unidos                        | Roy Scheider, John Lithgow, Helen Mirren, Bob Balaban, Keir Dullea, Douglas Rain | 2 horas e 15 minutos |
| 11 de julho de 1990     | Alta Traição (1987)                                                | Estados Unidos                        | Kevin Costner, Gene Hackm, Sean Young | 2 horas e 20 minutos |
| 18 de julho de 1990     | A Influência dos Raios Gama no Comportamento das Margaridas (1972) | Estados Unidos                        | Joanne Woodward, Nell Potts, Roberta Wallach | 2 horas e 5 minutos  |
| 25 de julho de 1990     | Música pelo Caminho (1980)                                         | Estados Unidos                        | Willie Nelson, Dyan Cannon, Amy Irving, Slim Pickens | 2 horas e 15 minutos |
| 1 de agosto de 1990     | Star Trek II: A Ira de Khan (1982)                                 | Estados Unidos                        | William Shatner, Leonard Nimoy, DeForest Kelley, James Doohan, Walter Koenig, George Takei, Nichelle Nichols, Bibi Besch, Merritt Butrick, Paul Winfield ,Kirstie Alley, Ricardo Montalbán                | 2 horas e 5 minutos  |
| 8 de agosto de 1990     | A Baía do Ódio (1985)                                              | Estados Unidos                        | Amy Madigan, Ed Harris, Ho Nguyen, Donald Moffat, Truyen V. Tran, Rudy Young, Cynthia Carle, Martin LaSalle, William Frankfather, Lucky Mosley, Bill Thurman, Michael Ballard, Gary Basaraba, Jerry Biggs | 2 horas              |
| 15 de agosto de 1990    | Três Amigos (1986)                                                 | Estados Unidos                        | Steve Martin, Chevy Chase, Martin Short | 1 hora e 55 minutos  |
| 22 de agosto de 1990    | Os Eleitos (1983)                                                  | Estados Unidos                        | Sam Shepard, Scott Glenn, Ed Harris, Dennis Quaid | 3 horas e 25 minutos |
| 29 de agosto de 1990    | A Rapariga do Tambor (1984)                                        | Estados Unidos                        | Diane Keaton, Yorgo Voyagis, Klaus Kinski | 2 horas e 15 minutos |
| 5 de setembro de 1990   | Flash Gordon (1980)                                                | Estados Unidos · Reino Unido          | Sam J. Jones, Melody Anderson, Max von Sydow, Topol, Ornella Muti, Timothy Dalton, Brian Blessed, Peter Wyngarde, Mariangela Melato, John Osborne                                                         | 2 horas e 15 minutos |
| 12 de setembro de 1990  | Debaixo de Fogo (1983)                                             | Estados Unidos                        | Nick Nolte, Ed Harris, Gene Hackman | 2 horas e 5 minutos  |
| 18 de setembro de 1990  | Selvagem e Perigosa (1986)                                         | Estados Unidos                        | Jeff Daniels, Melanie Griffith, Robert Ridgely, Ray Liotta | 2 horas e 10 minutos |
| 25 de setembro de 1990  | Jogo Fatal (1987)                                                  | Estados Unidos                        | Lindsay Crouse, Joe Mantegna | 2 horas              |
| 3 de outubro de 1990    | O Último Imperador (1987)                                          | Reino Unido · Itália · França · China | John Lone, Joan Chen, Peter O'Toole, Ryuichi Sakamoto | 3 horas e 35 minutos |
| 10 de outubro de 1990   | O Espectáculo Vai Começar (1979)                                   | Estados Unidos                        | Roy Scheider, Jessica Lange, Ann Reinking | 2 horas e 30 minutos |
| 17 de outubro de 1990   | Nova Iorque fora de horas (1985)                                   | Estados Unidos                        | Griffin Dunne, Rosanna Arquette, Verna Bloom, Linda Fiorentino, Teri Garr | 1 hora e 55 minutos  |
| 24 de outubro de 1990   | Estrada de Fogo (1984)                                             | Estados Unidos                        | Michael Paré, Diane Lane, Rick Moranism Amy Madiganm Willem Dafoem Deborah Van Valkenburgh, Bill Paxton                                                                                                   | 2 horas              |
| 31 de outubro de 1990   | Debaixo do Vulcão (1984)                                           | Estados Unidos · México               | Albert Finney, Jacqueline Bisset, Anthony Andrews, Katy Jurado | 2 horas e 15 minutos |
| 7 de novembro de 1990   | Café Bagdad (1987)                                                 | Alemanha Ocidental · Estados Unidos   | Marianne Sägebrecht, CCH Pounder, Jack Palance, Christine Kaufmann, Monica Calhoun, Darron Flagg, George Aguilar, G. Smokey Campbell, Alan S. Craig, Apesanahkwat                                         | 1 hora e 55 minutos  |
| 14 de novembro de 1990  | Pacto Fatal (1987)                                                 | Estados Unidos                        | James Woods, Brian Dennehy, Victoria Tennant | 1 hora e 55 minutos  |
| 21 de novembro de 1990  | A honra dos padrinhos (1985)                                       | Estados Unidos                        | Jack Nicholson, Kathleen Turner, Robert Loggia, John Randolph, William Hickey, Anjelica Huston, Stanley Tucci                                                                                             | 2 horas e 25 minutos |
| 28 de novembro de 1990  | O Homem das Lentes Mortais (1982)                                  | Estados Unidos                        | Sean Connery, George Grizzard, Robert Conrad, Katharine Ross | 2 horas e 25 minutos |

### 1991
| Dia de exibição         | Titulo do filme e ano | País de origem | Elenco principal                                                                      | Tempo de exibição    |
| ----------------------- | --------------------- | -------------- | ------------------------------------------------------------------------------------- | -------------------- |
| 27 de fevereiro de 1991 | O Padrinho (1972)     | Estados Unidos | Marlon Brando, Al Pacino, James Caan, Robert Duvall, Richard Castellano, Diane Keaton | 3 horas e 10 minutos |

### 1993
| Dia de exibição        | Titulo do filme e ano          | País de origem | Elenco principal                                                                         | Tempo de exibição    |
| ---------------------- | ------------------------------ | -------------- | ---------------------------------------------------------------------------------------- | -------------------- |
| 9 de junho de 1993     | Tempo de Glória (1989)         | Estados Unidos | Matthew Broderick, Denzel Washington, Cary Elwes, Morgan Freeman                         | 2 horas e 20 minutos |
| 6 de outubro de 1993   | Desafio Total (1990)           | Estados Unidos | Arnold Schwarzenegger, Rachel Ticotin, Sharon Stone, Ronny Cox Michael Ironside          | 1 hora e 53 minutos  |
| 15 de dezembro de 1993 | Tartarugas Ninja (1990)        | Estados Unidos | Judith Hoag, Elias Koteas, Brian Tochi, Robbie Rist, Corey Feldman, Josh Pais            | 1 hora e 33 minutos  |
| 22 de dezembro de 1993 | Eduardo Mãos de Tesoura (1990) | Estados Unidos | Johnny Depp, Winona Ryder, Dianne Wiest, Anthony Michael Hall, Vincent Price, Alan Arkin | 1 hora e 50 minutos  |

### 1994
| Dia de exibição        | Titulo do filme e ano                 | País de origem                      | Elenco principal                                                              | Tempo de exibição    |
| ---------------------- | ------------------------------------- | ----------------------------------- | ----------------------------------------------------------------------------- | -------------------- |
| 2 de fevereiro de 1994 | 007 - Vive e Deixa Morrer (1973)      | Reino Unido                         | Roger Moore, Yaphet Kotto, Jane Seymour                                       | 2 horas e 25 minutos |
| 2 de março de 1994     | 007 - Aventuras no Espaço (1979)      | Reino Unido Estados Unidos · França | Roger Moore, Lois Chiles, Michael Lonsdale, Corinne Cléry, Richard Kiel       | 2 horas e 6 minutos  |
| 16 de março de 1994    | 007 - Os Diamantes São Eternos (1971) | Reino Unido                         | Sean Connery, Jill St. John, Charles Gray, Lana Wood, Jimmy Dean, Bruce Cabot | 2 horas e 10 minutos |

### 1995
| Dia de exibição        | Titulo do filme e ano   | País de origem          | Elenco principal                                                                              | Tempo de exibição   |
| ---------------------- | ----------------------- | ----------------------- | --------------------------------------------------------------------------------------------- | ------------------- |
| 8 de fevereiro de 1995 | Frenético (1988)        | Estados Unidos · França | Harrison Ford, Betty Buckley, John Mahoney, Emmanuelle Seigner                                | 2 horas             |
| 21 de novembro de 1995 | A Casa da Rússia (1990) | Estados Unidos          | Sean Connery, Michelle Pfeiffer, Roy Scheider, James Fox, John Mahoney, Klaus Maria Brandauer | 2 horas e 2 minutos |

### 1996
| Dia de exibição      | Titulo do filme e ano     | País de origem          | Elenco principal                                                    | Tempo de exibição    |
| -------------------- | ------------------------- | ----------------------- | ------------------------------------------------------------------- | -------------------- |
| 9 de janeiro de 1996 | Duas Vidas e o Rio (1992) | Estados Unidos          | Craig Sheffer, Brad Pitt, Tom Skerritt, Brenda Blethyn, Emily Lloyd | 2 horas              |
| 3 de maio de 1996    | Instinto Fatal (1992)     | Estados Unidos          | Michael Douglas, Sharon Stone, George Dzundza, Jeanne Tripplehorn   | 2 horas e 20 minutos |
| 5 de julho de 1996   | Stargate (1994)           | Estados Unidos · França | Kurt Russell, James Spader, Alexis Cruz, Mili Avital                | 2 horas              |

### 1997
| Dia de exibição        | Titulo do filme e ano            | País de origem | Elenco principal | Tempo de exibição    |
| ---------------------- | -------------------------------- | -------------- | --- | -------------------- |
| 10 de setembro de 1997 | O Exterminador Implacável (1984) | Estados Unidos | Arnold Schwarzenegger, Michael Biehn, Linda Hamilton, Lance Henriksen, Paul Winfield                                                                               | 1 hora e 50 minutos  |
| 12 de novembro de 1997 | Atirar a Matar (1956)            | Estados Unidos | John Agar, Mamie Van Doren, Richard Boone | 2 horas e 10 minutos |
| 19 de novembro de 1997 | A Lista de Schindler (1993)      | Estados Unidos | Liam Neeson, Ben Kingsley, Ralph Fiennes, Caroline Goodall, Jonathan Sagall, Embeth Davidtz                                                                        | 3 horas e 30 minutos |
| 17 de dezembro de 1997 | Parque Jurássico (1993)          | Estados Unidos | Sam Neill, Laura Dern, Jeff Goldblum, Richard Attenborough, Joseph Mazzello, Ariana Richards, Samuel L. Jackson, Wayne Knight, Bob Peck, Martin Ferrero, B.D. Wong | 2 horas e 25 minutos |
| 24 de dezembro de 1997 | ET - O Extraterrestre (1982)     | Estados Unidos | Henry Thomas, Drew Barrymore, Dee Wallace, Peter Coyote, Robert MacNaughton                                                                                        | 2 horas e 10 minutos |

### 1998
| Dia de exibição       | Titulo do filme e ano          | País de origem | Elenco principal | Tempo de exibição    |
| --------------------- | ------------------------------ | -------------- | --- | -------------------- |
| 7 de janeiro de 1998  | Tubarão (1975)                 | Estados Unidos | Roy Scheider, Robert Shaw, Richard Dreyfuss, Lorraine Gary | 2 horas e 20 minutos |
| 14 de janeiro de 1998 | Bela e Perigosa (1996)         | Estados Unidos | Pamela Anderson, Temuera Morrison, Victoria Rowell, Jack Noseworthy | 2 horas e 5 minutos  |
| 21 de janeiro de 1998 | Violação de Privacidade (1993) | Estados Unidos | Sharon Stone, William Baldwin, Martin Landau, Tom Berenger | 1 hora e 50 minutos  |
| 28 de janeiro de 1998 | O Pátio das Cantigas (1942)    | Portugal       | António Silva, António Vilar, Armando Chagas, Barroso Lopes, Carlos Alves, Carlos Otero, Eliezer Kamenesky, Francisco de Castro, Francisco Ribeiro, Graça Maria, Laura Alves, Maria da Graça, Maria das Neves, Vasco Santana | 2 horas e 20 minutos |

### 1999
| Dia de exibição      | Titulo do filme e ano          | País de origem | Elenco principal                                                | Tempo de exibição    |
| -------------------- | ------------------------------ | -------------- | --------------------------------------------------------------- | -------------------- |
| 6 de outubro de 1999 | Assalto ao arranha-céus (1988) | Estados Unidos | Bruce Willis, Alan Rickman, Bonnie Bedelia, Reginald VelJohnson | 2 horas e 25 minutos |

### 2000
| Dia de exibição        | Titulo do filme e ano          | País de origem | Elenco principal                                                       | Tempo de exibição |
| ---------------------- | ------------------------------ | -------------- | ---------------------------------------------------------------------- | ----------------- |
| 27 de dezembro de 2000 | Pais Sozinhos em Apuros (1995) | Estados Unidos | Randy Quaid, Matthew Modine, Paul Reiser, Rob Reiner, Janeane Garofalo | 2 horas           |

### 2001
| Dia de exibição        | Titulo do filme e ano                     | País de origem                                         | Elenco principal | Tempo de exibição    |
| ---------------------- | ----------------------------------------- | ------------------------------------------------------ | --- | -------------------- |
| 3 de janeiro de 2001   | Tudo Sobre a Minha Mãe (1999)             | Espanha                                                | Cecilia Roth, Penélope Cruz, Marisa Paredes, Antonia San Juan, Candela Peña                                                                               | 1 hora e 50 minutos  |
| 17 de janeiro de 2001  | Casino (1995)                             | Estados Unidos · França                                | Robert De Niro, Joe Pesci, Sharon Stone, Frank Vincent, Don Rickles, James Woods, Kevin Pollak, Alan King                                                 | 3 horas e 10 minutos |
| 24 de janeiro de 2001  | Os Reis do Submundo (1997)                | Estados Unidos                                         | Laurence Fishburne, Tim Roth, Vanessa Williams, Andy García                                                                                               | 2 horas e 20 minutos |
| 7 de fevereiro de 2001 | Grand Canyon - O Coração da Cidade (1991) | Estados Unidos                                         | Danny Glover, Steve Martin, Kevin Kline, Mary McDonnell, Mary-Louise Parker, Alfre Woodard                                                                | 2 horas e 35 minutos |
| 21 de março de 2001    | Hotel New Hampshire (1984)                | Estados Unidos                                         | Jodie Foster, Beau Bridges, Rob Lowe, Nastassja Kinski, Wilford Brimley                                                                                   | 2 horas e 5 minutos  |
| 11 de abril de 2001    | Instantes Decisivos (1998)                | Estados Unidos · Reino Unido                           | Gwyneth Paltrow, John Hannah, John Lynch, Jeanne Tripplehorn, Zara Turner, Douglas McFerran, Paul Brightwell, Nina Young, Virginia McKenna, Kevin McNally | 2 horas              |
| 25 de abril de 2001    | Capitães de Abril (2000)                  | Portugal · Espanha · Itália · França                   | Stefano Accorsi, Maria de Medeiros, Joaquim de Almeida, Frédéric Pierrot                                                                                  | 2 horas e 15 minutos |
| 2 de maio de 2001      | O Barco do Inferno (1998)                 | Estados Unidos                                         | Treat Williams, Famke Janssen, Anthony Heald, Kevin J. O'Connor, Wes Studi                                                                                | 2 horas e 10 minutos |
| 9 de maio de 2001      | Soldado Implacável (1998)                 | Estados Unidos                                         | Kurt Russell, Jason Scott Lee, Jason Isaacs, Connie Nielsen, Sean Pertwee, Gary Busey                                                                     | 2 horas              |
| 16 de maio de 2001     | Batman (1989)                             | Estados Unidos                                         | Jack Nicholson, Michael Keaton, Kim Basinger, Robert Wuhl, Pat Hingle, Billy Dee Williams, Michael Gough, Jack Palance                                    | 2 horas e 5 minutos  |
| 23 de maio de 2001     | Batman (1989)                             | Estados Unidos                                         | Jack Nicholson, Michael Keaton, Kim Basinger, Robert Wuhl, Pat Hingle, Billy Dee Williams, Michael Gough, Jack Palance                                    | 2 horas e 35 minutos |
| 30 de maio de 2001     | Batman Regressa (1992)                    | Estados Unidos                                         | Michael Keaton, Danny DeVito, Michelle Pfeiffer, Christopher Walken, Michael Gough, Pat Hingle, Michael Murphy                                            | 2 horas e 40 minutos |
| 6 de junho de 2001     | Batman para Sempre (1995)                 | Estados Unidos                                         | Val Kilmer, Tommy Lee Jones, Jim Carrey, Nicole Kidman, Chris O'Donnell, Michael Gough, Pat Hingle                                                        | 2 horas e 35 minutos |
| 13 de junho de 2001    | Batman e Robin (1997)                     | Estados Unidos                                         | Arnold Schwarzenegger, George Clooney, Chris O'Donnell, Uma Thurman, Alicia Silverstone                                                                   | 3 horas e 25 minutos |
| 20 de junho de 2001    | Caçador Branco, Coração Negro (1990)      | Estados Unidos                                         | Clint Eastwood, Jeff Fahey, George Dzundza, Alun Armstrong, Marisa Berenson                                                                               | 2 horas e 20 minutos |
| 27 de junho de 2001    | A Lista de Schindler (1993)               | Estados Unidos                                         | Liam Neeson, Ben Kingsley, Ralph Fiennes, Caroline Goodall, Jonathan Sagall, Embeth Davidtz                                                               | 3 horas e 35 minutos |
| 4 de julho de 2001     | O Culpado (1989)                          | Estados Unidos                                         | Burt Reynolds, Theresa Russell, Ned Beatty | 2 horas              |
| 11 de julho de 2001    | Na Lista do Assassino (1988)              | Estados Unidos                                         | Clint Eastwood, Patricia Clarkson, Liam Neeson, Evan C. Kim, David Hunt                                                                                   | 2 horas              |
| 18 de julho de 2001    | A Casa do Lago (1981)                     | Estados Unidos                                         | Henry Fonda, Katharine Hepburn, Jane Fonda, Doug McKeon, Dabney Coleman                                                                                   | 2 horas e 20 minutos |
| 25 de julho de 2001    | Imperdoável (1992)                        | Estados Unidos                                         | Clint Eastwood, Gene Hackman, Morgan Freeman, Richard Harris, Jaimz Woolvett, Saul Rubinek, Frances Fisher                                                | 2 horas e 40 minutos |
| 1 de agosto de 2001    | O Último a Cair (1996)                    | Estados Unidos                                         | Bruce Willis, Bruce Dern, William Sanderson, Christopher Walken, David Patrick Kelly, Karina Lombard, Alexandra Powers                                    | 2 horas              |
| 8 de agosto de 2001    | Favor Não Incomodar (1999)                | Alemanha · Países Baixos                               | William Hurt, Jennifer Tilly, Denis Leary | 2 horas              |
| 22 de agosto de 2001   | Jogo a Três Mãos (1988)                   | Estados Unidos                                         | Kevin Costner, Susan Sarandon, Tim Robbins, Robert Wuhl, Trey Wilson                                                                                      | 2 horas e 10 minutos |
| 29 de agosto de 2001   | F/X - Efeitos Mortais (1986)              | Estados Unidos                                         | Bryan Brown, Brian Dennehy, Diane Venora, Cliff DeYoung                                                                                                   | 2 horas e 15 minutos |
| 5 de setembro de 2001  | Sete Pecados Mortais (1995)               | Estados Unidos                                         | Brad Pitt, Morgan Freeman, Gwyneth Paltrow, Kevin Spacey, John C. McGinley                                                                                | 2 horas e 35 minutos |
| 14 de setembro de 2001 | Os Jurados (1996)                         | Estados Unidos · Canadá                                | Kelly McGillis, Lauren Hutton, Nicholas Campbell | 1 hora e 55 minutos  |
| 28 de setembro de 2001 | A Crise dos Mísseis (1999)                | França · Estados Unidos                                | Kevin Pollak, Timothy Hutton, Sheryl Lee Ralph, Clotilde Courau, Sean Astin                                                                               | 2 horas e 5 minutos  |
| 3 de outubro de 2001   | O Talentoso Sr. Ripley (1999)             | Estados Unidos                                         | Matt Damon, Jude Law, Gwyneth Paltrow, Cate Blanchett, Philip Seymour Hoffman, Jack Davenport                                                             | 2 horas e 55 minutos |
| 12 de outubro de 2001  | Verão Escaldante (1999)                   | Estados Unidos                                         | John Leguizamo, Adrien Brody, Mira Sorvino, Jennifer Esposito, Bebe Neuwirth, Anthony LaPaglia, Patti LuPone, Ben Gazzara                                 | 2 horas e 50 minutos |
| 19 de outubro de 2001  | Moll Flanders (1996)                      | Estados Unidos                                         | Robin Wright, Morgan Freeman, Stockard Channing, John Lynch                                                                                               | 2 horas e 25 minutos |
| 25 de outubro de 2001  | A Noite da Vingança (1994)                | Estados Unidos · França · Reino Unido                  | Sigourney Weaver, Ben Kingsley, John Huston, Stuart Wilson                                                                                                | 2 horas e 10 minutos |
| 1 de novembro de 2001  | The Minion (1998)                         | Canadá · Estados Unidos                                | Dolph Lundgren, Françoise Robertson | 2 horas e 15 minutos |
| 8 de novembro de 2001  | Elizabeth (1998)                          | Reino Unido                                            | Cate Blanchett, Geoffrey Rush, Joseph Fiennes, Christopher Eccleston, Richard Attenborough                                                                | 2 horas e 35 minutos |
| 15 de novembro de 2001 | A Ponte do Rio Kwai (1957)                | Estados Unidos · Reino Unido                           | William Holden, Alec Guinness, Jack Hawkins | 3 horas e 10 minutos |
| 22 de novembro de 2001 | Cambada de Patifes (1999)                 | Estados Unidos                                         | James Belushi, Michael Beach, Timothy Dalton | 2 horas              |
| 29 de novembro de 2001 | Eclipse Total (1995)                      | Estados Unidos                                         | Kathy Bates, Jennifer Jason Leigh, Christopher Plummer | 2 horas e 50 minutos |
| 6 de dezembro de 2001  | A Bela Memphis (1990)                     | Estados Unidos                                         | Matthew Modine, Eric Stoltz, Tate Donovan | 2 horas e 30 minutos |
| 13 de dezembro de 2001 | O Encanto das Sereias (1994)              | Austrália · Reino Unido                                | Hugh Grant, Tara Fitzgerald, Sam Neill, Elle Macpherson                                                                                                   | 2 horas e 10 minutos |
| 20 de dezembro de 2001 | O Mapa do Mundo (1999)                    | Estados Unidos · Alemanha                              | Sigourney Weaver, Julianne Moore, David Strathairn, Chloë Sevigny                                                                                         | 2 horas e 45 minutos |
| 27 de dezembro de 2001 | Depósito de Bagagem (1998)                | Estados Unidos · Reino Unido · Países Baixos · Bélgica | Laura Fraser, Adam Monty, Isabella Rossellini, Jeroen Krabbé                                                                                              | 2 horas e 5 minutos  |

### 2002
| Dia de exibição         | Titulo do filme e ano                | País de origem                         | Elenco principal | Tempo de exibição    |
| ----------------------- | ------------------------------------ | -------------------------------------- | --- | -------------------- |
| 3 de janeiro de 2002    | Fora de Controlo (1995)              | Estados Unidos                         | Dustin Hoffman, Rene Russo, Morgan Freeman, Kevin Spacey, Cuba Gooding Jr.,mDonald Sutherland                                                                      | 2 horas e 30 minutos |
| 8 de janeiro de 2002    | Striptease (1996)                    | Estados Unidos                         | Demi Moore, Armand Assante, Ving Rhames, Robert Patrick, Burt Reynolds                                                                                             | 2 horas e 15 minutos |
| 15 de janeiro de 2002   | Fargo (1996)                         | Estados Unidos                         | Frances McDormand, William H. Macy, Steve Buscemi, Harve Presnell, Peter Stormare                                                                                  | 1 hora e 40 minutos  |
| 22 de janeiro de 2002   | Os Condenados de Shawshank (1994)    | Estados Unidos                         | Tim Robbins, Morgan Freeman | 2 horas e 15 minutos |
| 29 de janeiro de 2002   | Blade Runner: Perigo Iminente (1982) | Estados Unidos                         | Harrison Ford, Rutger Hauer, Sean Young, Edward James Olmos, Daryl Hannah                                                                                          | 2 horas e 25 minutos |
| 5 de fevereiro de 2002  | Fantasmas do Passado (1996)          | Estados Unidos                         | Alec Baldwin, Whoopi Goldberg, James Woods | 2 horas e 45 minutos |
| 12 de fevereiro de 2002 | Michael Collins (1996)               | Estados Unidos · Irlanda · Reino Unido | Liam Neeson, Aidan Quinn, Stephen Rea, Alan Rickman, Julia Roberts, Ian Hart, Charles Dance, Jean Kennedy Smith, Jonathan Rhys Meyers, Brendan Gleeson             | 2 horas e 40 minutos |
| 19 de fevereiro de 2002 | O Ano de Todos os Perigos (1982)     | Austrália                              | Mel Gibson, Sigourney Weaver, Linda Hunt | 2 horas e 15 minutos |
| 26 de fevereiro de 2002 | Boneca Mecânica (1987)               | Estados Unidos                         | Melanie Griffiths, David Andrews, Ben Johnson, Tim Thomerson, Brion James, Pamela Gidley, Harry Carey Jr., Jeff Levine, Laurence Fishburne                         | 1 hora e 50 minutos  |
| 5 de março de 2002      | Assalto à 13ª Esquadra (1976)        | Estados Unidos                         | Austin Stoker, Darwin Joston, Laurie Zimmer, Nancy Kyes | 1 hora e 50 minutos  |
| 12 de março de 2002     | Agarrem este detetive (1989)         | Estados Unidos                         | Kevin Kline, Susan Sarandon, Mary Elizabeth Mastrantonio, Harvey Keitel, Danny Aiello, Rod Steiger, Alan Rickman, Faye Grant                                       | 2 horas              |
| 19 de março de 2002     | Regras da Casa (1999)                | Estados Unidos                         | Tobey Maguire, Michael Caine, Charlize Theron, Paul Rudd, Delroy Lindo, Erykah Badu, Jane Alexander                                                                | 1 hora e 55 minutos  |
| 26 de março de 2002     | Mod Squad - O Filme (1999)           | Estados Unidos                         | Claire Danes, Giovanni Ribisi, Omar Epps, Dennis Farina, Josh Brolin, Steve Harris, Michael Lerner                                                                 | 1 hora e 55 minutos  |
| 2 de abril de 2002      | O Feitiço da Lua (1987)              | Estados Unidos                         | Cher, Nicolas Cage, Vincent Gardenia, Olympia Dukakis, Danny Aiello                                                                                                | 2 horas e 10 minutos |
| 9 de abril de 2002      | Alien: O Regresso (1997)             | Estados Unidos                         | Sigourney Weaver, Winona Ryder, Ron Perlman | 2 horas e 20 minutos |
| 16 de abril de 2002     | Running Woman (1998)                 | Estados Unidos · Canadá                | Theresa Russell,Andrew Robinson, Anthony Crivello | 1 hora e 50 minutos  |
| 23 de abril de 2002     | Ligações Perigosas (1988)            | Estados Unidos                         | John Malkovich, Glenn Close, Michelle Pfeiffer, Uma Thurman, Keanu Reeves                                                                                          | 2 horas e 30 minutos |
| 30 de abril de 2002     | O Bando de Jesse James (1980)        | Estados Unidos                         | James Keach, Stacy Keach, David Carradine, Robert Carradine, Keith Carradine, Dennis Quaid, Randy Quaid, Christopher Guest, Nicholas Guest, Savannah Smith Boucher | 2 horas              |
| 7 de maio de 2002       | Uma só noite (1999)                  | Estados Unidos                         | Sean Patrick Flanery, Jerry O'Connell, Amanda Peet, Tara Reid, Ron Livingstone, Emily Procter, Brad Rowe, Sybil Temchen                                            | 2 horas e 15 minutos |
| 14 de maio de 2002      | A Amante do Tenente Francês (1981)   | Reino Unido                            | Meryl Streep, Jeremy Irons, Hilton McRae | 2 horas e 45 minutos |

### 2004
| Dia de exibição        | Titulo do filme e ano                           | País de origem               | Elenco principal                                                                                        | Tempo de exibição    |
| ---------------------- | ----------------------------------------------- | ---------------------------- | --- | -------------------- |
| 10 de novembro de 2004 | Doce Novembro (2001)                            | Estados Unidos               | Keanu Reeves, Charlize Theron, Michael Rosenbaum, Jason Isaacs, Greg Germann, Liam Aiken, Lauren Graham | 2 horas e 25 minutos |
| 17 de novembro de 2004 | América Proibida (1998)                         | Estados Unidos               | Edward Norton, Edward Furlong, Beverly D'Angelo                                                         | 2 horas e 10 minutos |
| 1 de dezembro de 2004  | As Horas (2002)                                 | Estados Unidos · Reino Unido | Nicole Kidman, Julianne Moore, Meryl Streep, Ed Harris                                                  | 2 horas e 5 minutos  |
| 7 de dezembro de 2004  | As Confissões de Schmidt (2002)                 | Estados Unidos               | Jack Nicholson, Kathy Bates, Hope Davis                                                                 | 2 horas e 30 minutos |
| 19 de dezembro de 2004 | Chicago (2002)                                  | Estados Unidos               | Renée Zellweger, Catherine Zeta-Jones, Richard Gere, John C. Reilly, Queen Latifah                      | 2 horas e 5 minutos  |
| 23 de dezembro de 2004 | Ocean's Eleven - Façam as Vossas Apostas (2001) | Estados Unidos               | George Clooney, Matt Damon, Andy García, Brad Pitt, Julia Roberts                                       | 2 horas e 10 minutos |
| 30 de dezembro de 2004 | Códigos de Guerra (2002)                        | Estados Unidos               | Nicolas Cage, Adam Beach, Peter Stormare                                                                | 2 horas e 30 minutos |

### 2005
| Dia de exibição         | Titulo do filme e ano               | País de origem            | Elenco principal | Tempo de exibição    |
| ----------------------- | ----------------------------------- | ------------------------- | --- | -------------------- |
| 4 de janeiro de 2005    | Gente Conhecida (2002)              | Estados Unidos · Alemanha | Al Pacino, Kim Basinger, Ryan O'Neal, Téa Leoni                                                                             | 1 hora e 55 minutos  |
| 11 de janeiro de 2005   | Danos Colaterais (2002)             | Estados Unidos            | Arnold Schwarzenegger, Elias Koteas, Francesca Neri, Cliff Curtis, John Leguizamo, John Turturro                            | 2 horas              |
| 19 de janeiro de 2005   | Dave - Presidente por um Dia (1993) | Estados Unidos            | Kevin Kline, Sigourney Weaver, Frank Langella, Kevin Dunn, Ving Rhames, Ben Kingsley                                        | 2 horas e 20 minutos |
| 30 de janeiro de 2005   | True Crime (1999)                   | Estados Unidos            | Clint Eastwood, James Woods, Isaiah Washington, Denis Leary, Lisa Gay Hamilton                                              | 2 horas e 20 minutos |
| 2 de fevereiro de 2005  | Showtime (2002)                     | Estados Unidos            | Robert De Niro, Eddie Murphy, Rene Russo, >Pedro Damián                                                                     | 1 hora e 55 minutos  |
| 8 de fevereiro de 2005  | O Pior que Podia Acontecer (2001)   | Estados Unidos            | Martin Lawrence, Danny DeVito                                                                                               | 1 hora e 55 minutos  |
| 13 de fevereiro de 2005 | Benny e Joon (1993)                 | Estados Unidos            | Johnny Depp, Mary Stuart Masterson, Aidan Quinn                                                                             | 1 hora e 50 minutos  |
| 6 de março de 2005      | Casablanca (1942)                   | Estados Unidos            | Humphrey Bogart, Ingrid Bergman, Paul Henreid, Claude Rains, Conrad Veidt, Sydney Greenstreet, Peter Lorre                  | 2 horas              |
| 13 de março de 2005     | Amadeus (1984)                      | Estados Unidos            | F. Murray Abraham, Tom Hulce, Elizabeth Berridge, Simon Callow, Roy Dotrice, Christine Ebersole, Jeffrey Jones, Charles Kay | 3 horas e 20 minutos |
| 16 de março de 2005     | Império do Sol (1987)               | Estados Unidos            | Christian Bale, John Malkovich, Miranda Richardson, Ben Stiller, Joe Pantoliano                                             | 3 horas              |

### 2015
| Dia de exibição        | Titulo do filme e ano         | País de origem             | Elenco principal | Tempo de exibição   |
| ---------------------- | ----------------------------- | -------------------------- | --- | ------------------- |
| 3 de maio de 2015      | O Sorriso das Estrelas (2008) | Estados Unidos · Austrália | Richard Gere, Diane Lane | 1 hora e 38 minutos |
| 8 de novembro de 2015  | Você Tem uma Mensagem (1998)  | Estados Unidos             | Tom Hanks, Meg Ryan | 2 horas e 9 minutos |
| 15 de novembro de 2015 | Blue Jasmine (2013)           | Estados Unidos             | Cate Blanchett, Alec Baldwin, Bobby Cannavale, Louis C.K., Andrew Dice Clay, Sally Hawkins, Peter Sarsgaard, Michael Stuhlbarg | 1 hora e 54 minutos |
| 22 de novembro de 2015 | Vida a Dois (1999)            | Estados Unidos             | Bruce Willis, Michelle Pfeiffer, Colleen Rennison, Kake Sandvig, Casey Boersma                                                 | 1 hora e 37 minutos |

### 2016
| Dia de exibição         | Titulo do filme e ano     | País de origem               | Elenco principal                                                                                     | Tempo de exibição   |
| ----------------------- | ------------------------- | ---------------------------- | --- | ------------------- |
| 7 de fevereiro de 2016  | Gravidade (2013)          | Reino Unido · Estados Unidos | Sandra Bullock, George Clooney                                                                       | 1 hora e 37 minutos |
| 14 de fevereiro de 2016 | Licença Para Casar (2007) | Estados Unidos               | Robin Williams, Mandy Moore, John Krasinski                                                          | 1 hora e 40 minutos |
| 21 de fevereiro de 2016 | Os Substitutos (2000)     | Estados Unidos               | Keanu Reeves, Gene Hackman, Brooke Langton, Jon Favreau,Orlando Jones                                | 2 horas e 9 minutos |
| 28 de fevereiro de 2016 | John Q (2002)             | Estados Unidos               | Denzel Washington, Robert Duvall, James Woods, Anne Heche, Kimberly Elise, Ray Liotta, Eddie Griffin | 2 horas e 8 minutos |

- "Cinco Anos Depois" de Marlon Brando, com o mesmo, Karl Malden e Katy Jurado
- «Al Capone» com Rod Steiger
- «Corpo de Delito» com Madonna e Joe Mantegna
- «Rambo III» com Sylvester Stalone
- «Revelação» com Michael Douglas e Demi Moore
- «Mulheres à Beira de Um Ataque de Nervos» de Pedro Almodóvar
- «Bean, Um Autêntico Desastre» de Mel Smith, com Rowam Atkinson
- «Ficheiros Secretos» de Rob Bowman
- «Os Canhões de Navarone» de J. Lee Thompson, com Gregory Peck, Anthony Quinn e David Niven
- «O Grande Combate» de John Ford, com James Stewart no papel de "Wyatt Earp"
- «Cinema Paraíso» de Giuseppe Tornatore
- «A Ouriversaria»/«A Loja do Ourives» com Burt Lancaster
- «Um Conto de Natal» com Alec Guinness
- «Escrito no Vento» com Rock Hudson e Lauren Bacall
- «Casamento Real» com Fred Astaire

Isto é um exemplo de alguns dos filmes que a rubrica "Lotação Esgotada" exibiu na RTP1 desde a sua existência até hoje.